# Sirenum Mons
Sirenum Mons és una estructura geològica del tipus mons a la superfície de Mart, situada amb el sistema de coordenades planetocèntriques a -37.27 ° de latitud N i 213.49 ° de longitud E. Fa 122.86 km de diàmetre. El nom va ser fet oficial per la UAI el 12 d'agost de 2013 i pren el nom d'una característica d'albedo.